# Bernardino Machado

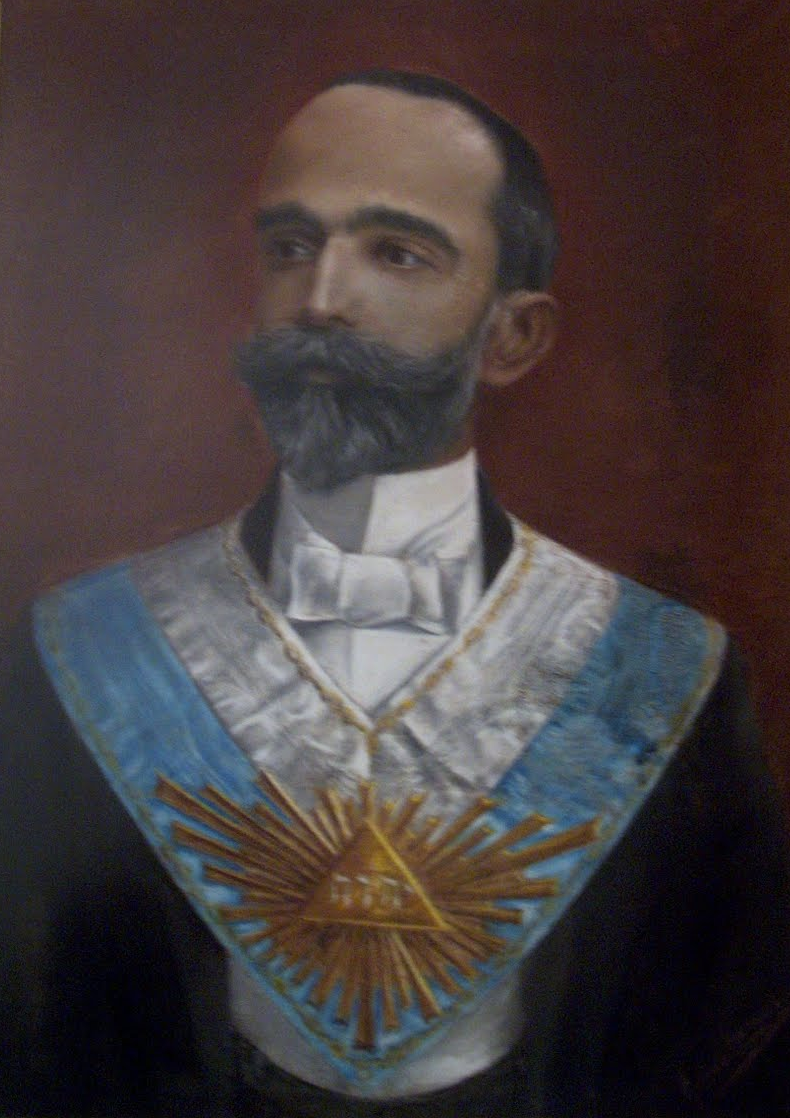
Bernardino Machado Gran Maestro del Grande Oriente Lusitano, ritratto da António Carneiro.

Bernardino Luís Machado Guimarães (Rio de Janeiro, 28 marzo 1851 – Porto, 29 aprile 1944) è stato un politico e diplomatico portoghese, terzo e ottavo Presidente della Repubblica dal 5 ottobre 1915 al 5 dicembre 1917 e dall'11 dicembre 1925 al 31 maggio 1926, primo Ministro due volte: dal 9 febbraio al 12 dicembre 1914 e dal 2 marzo al 23 maggio 1921.

## Gli inizi
Bernardino era figlio di Antonio Luis Machado Guimarães, 1º Barone de Joane e nobile della Casa Reale, ricco mercante nobilitato, e della sua seconda moglie Prassede de Sousa Guimarães. Nato in Brasile, si trasferì in Portogallo nel 1860 dove si iscrisse all'Università di Coimbra nel 1866. A Coimbra, studiò tre anni matematica e successivamente si laureò in filosofia nel 1873. Nel 1872, ottenne la cittadinanza portoghese. Continuò con gli studi e ottenne il dottorato in Filosofia nel 1876 e la laurea in Agricoltura generale e Economia Rurale nel 1883. Dopo la laurea, insegnò nella stessa università dal 1877.
Nel gennaio 1882, si sposò a Porto con Elisa Gonçalves Pereira Dantas, dalla quale ebbe sedici figli. Tra i suoi discendenti troviamo lo scrittore Aquilino Ribeiro Machado.

## Carriera politica
Nel 1882 fu eletto al parlamento portoghese per Lamego e nel 1886 per Coimbra. Machado ebbe ruoli importanti sia nel Partito Democratico che nel Partito Repubblicano.
Dopo la Rivoluzione del 5 ottobre 1910 e la proclamazione della Repubblica, fu nominato Ministro degli Affari esteri e condusse una campagna senza successo alle elezioni presidenziali del 1911. Fu poi nominato ambasciatore in Brasile; nel 1914 fece il suo ritorno in politica. Machado concorse di nuovo alla presidenza nel 1915 e questa volta fu eletto presidente del Portogallo. Nel corso del suo mandato, ricevette la dichiarazione di guerra da parte della Germania (marzo 1916).
Nel 1917 il governo fu deposto da un colpo di Stato militare guidato da Sidónio Pais e Machado fu costretto all'esilio.
Tornò in patria nel 1919 e poco dopo fu eletto senatore. Fu Primo Ministro dal 10 febbraio al 23 maggio 1921. Nel 1925, ottenne nuovamente la presidenza, dopo le dimissioni del presidente Manuel Teixeira Gomes. Questa sua seconda presidenza durò un solo anno, a causa del colpo di Stato militare di Manuel Gomes da Costa.
Per la seconda volta andò in esilio, ma stavolta in Francia. L'occupazione tedesca della Francia nel 1940 lo costrinse a cercare protezione in Portogallo, protezione che gli fu concessa dal governo a patto che si fosse ritirato nella parte settentrionale del paese. Fu lì che Machado morì, nel 1944.

## Massoneria
Importante dirigente della Massoneria portoghese, fu iniziato nella Loggia Perseverança del Grande Oriente Lusitano, a Coimbra, nel 1874, col nome simbolico di Littré, fu membro delle logge Razão Triunfante, Elias Garcia e Fraternidade Colonial, a Lisbona, e Fernandes Tomás a Figueira da Foz. Dal 1892 al 1895 fu il 7º Presidente del Consiglio dell'Ordine del Grande Oriente Lusitano, dal 1895 al 1899 fu il 7º Gran Maestro del Grande Oriente Lusitano e il 18º Sovrano Gran Commendatore del Supremo Consiglio del Rito scozzese antico ed accettato e dal 1929 alla sua morte nel 1944 fu il 23º Sovrano Gran Commendatore del Supremo Consiglio del Rito scozzese antico ed accettato..

## Onorificenze

### Onorificenze portoghesi
Come Presidente della Repubblica:
Personalmente è stato insignito del titolo di: